# دهستان بهمن‌شیر جنوبی
دهستان بهمن‌شیر جنوبی نام دهستانی در بخش مرکزی شهرستان آبادان، استان خوزستان در ایران است.

## جمعیت
براساس سرشماری مرکز آمار ایران در سال ۱۳۹۵، جمعیت آن ۹۹۴۳ نفر (۲۷۹۳ خانوار) بوده‌است.